# Contea di Tianquan
La contea di Tianquan (天全县S, Tiānquán XiànP) è una contea della Cina, situata nella provincia di Sichuan e amministrata dalla prefettura di Ya'an.